# Leiodytes lanyuensis
Leiodytes lanyuensis är en skalbaggsart som beskrevs av Wang, Satô och P. -s. Yang 1998. Leiodytes lanyuensis ingår i släktet Leiodytes och familjen dykare. Inga underarter finns listade i Catalogue of Life.